# Keel
Keel ist eine US-amerikanische Hard-Rock/Heavy-Metal-Band aus Los Angeles, Kalifornien. Sie war hauptsächlich in den 1980er Jahren aktiv und feierte ihre größten Erfolge in den 1980er Jahren, dem Zeitalter der sogenannten Glam-Metal-Bands. Die treibende Kraft hinter Keel war und ist Sänger und Namensgeber Ron Keel. Seit November 2008 ist die Band wieder aktiv.

## Geschichte

### Die Anfänge
Keel wurden im März 1984 von Sänger Ron Keel ins Leben gerufen, nach der Auflösung seiner vorherigen Metal-Band Steeler, zu der auch Gitarrist Yngwie J. Malmsteen gehörte. Zu den Gründungsmitgliedern von Keel zählen neben Sänger Ron die beiden Gitarristen Marc Ferrari und David Michael-Phillips sowie Bassist Kenny Chaisson und der frühere Steeler-Schlagzeuger Bobby Marks. Im April nahm die Band ein 2-Track-Demo mit den Songs Lay Down the Law und Speed Demon auf und spielte das erste Konzert vor dem mit 1500 Besuchern ausverkauften Perkin’s Palace in Reseda, Kalifornien. Schlagzeuger Carmine Appice sah Michael-Phillips bei diesem Konzert und warb ihn sogleich für seine neue Band King Kobra ab. Sein Nachfolger an der Gitarre bei Keel wurde Brian Jay.
Ab Juni desselben Jahres begann die Band in den Prairie Sun Studios mit den Aufnahmen zu ihrem ersten Album Lay Down the Law bei der Plattenfirma Shrapnel Records. Noch bevor das Album im Sommer erschien, unterschrieben Keel bereits für die zweite Platte einen Vertrag bei Gold Mountain Records/A&M Records. Das Debütalbum erweckte das Interesse des Kiss-Bassisten Gene Simmons, der sich als Produzent ihres zweiten Albums anbot. Unterdessen musste Schlagzeuger Bobby Marks die Band verlassen. Er wurde zuerst durch den späteren Cinderella-Schlagzeuger Fred Coury, dann durch Barry Brant von der Band Angel und letztlich durch Steve Riley ersetzt. Riley verließ die Band allerdings noch vor dem Ende der Aufnahmen wieder, nachdem er im Sommer 1984 die Möglichkeit bekam, Tony Richards bei W.A.S.P. zu ersetzen. Neuer Keel-Schlagzeuger wurde Dwain Miller.

### Die Erfolge
The Right to Rock, Keels zweites Album, erschien im Januar 1985, zehn Monate nach der Gründung der Band. Das Titellied wurde als Single ausgekoppelt und erhielt massives Airplay im amerikanischen Rock-Radio und auf MTV. Keel tourten intensiv in den USA und spielten neben Club-Gigs als Headliner etliche Konzerte als Vor-Band von Bands wie Dokken, Accept, Joan Jett, Triumph, Y&T, Loudness und Queensrÿche. In einer Episode der Serie Throb war die Gruppe in diesem Jahr ebenso zu sehen wie im Kinofilm Never Too Young to Die (deutscher Titel Lance, stirb niemals jung) an der Seite von Hauptdarsteller Gene Simmons. Die Band wurde in diesem Jahr von den Lesern der Musikzeitschriften Metal Edge, Circus Magazine und dem Hit Parader Magazine zur „Best New Band“ gekürt.
Das dritte Album The Final Frontier wurde erneut von Simmons produziert und erschien im März 1986. Es enthielt etliche Gastbeiträge von Musikerkollegen wie Joan Jett oder Gregg Giuffria. Keel spielten in den USA als Vorband für Krokus, Quiet Riot, Queensrÿche oder Aerosmith und im Vorprogramm von Dio erstmals auch in Europa, außerdem beim Texxas-Jam-Festival im Cotton Bowl in Dallas vor 86.000 Zuschauern, wo Van Halen die Hauptband waren. Im Herbst 1986 tourten Keel als Headliner durch Japan.
Das den Bandnamen tragende Nachfolgealbum Keel wurde mit dem Produzenten Michael Wagener aufgenommen und erschien im Mai 1987. Die Band eröffnete in den USA Konzerte für Mötley Crüe und Bon Jovi und spielte eine eigene Club-Tour als Headliner. Für den Soundtrack des Films Dudes steuerten sie das Rose-Tattoo-Cover Rock ‘n’ Roll Outlaw bei. 1988 befand sich die Band im Umbruch. Vertragliche Probleme und musikalische Differenzen trugen dazu bei, dass Gitarrist Marc Ferrari die Band verließ und seine eigene Band Ferrari ins Leben rief, aus der schließlich Cold Sweat hervorging. Er wurde erst durch den Keyboarder Jesse Bradman ersetzt, dieser kurz darauf wiederum durch Scott Warren. Während der Aufnahmen zum nächsten Album verließ auch der zweite Gitarrist Brian Jay die Band. Er wurde durch Tony Palmucci ersetzt und die Aufnahmen wurden mit ihm beendet.
1989 veröffentlichte die Band das Album Larger Than Live, eine Platte, die je zur Hälfte aus Live- und aus neuen Studioaufnahmen besteht. Die seichtere musikalische Ausrichtung, der kommerzielle Misserfolg des Albums und die Tatsache, dass Ron Keel mittlerweile der einzig verbliebene Musiker der Urformation war, markierten das Ende der Band.

### Nach dem Ende der Band
Ron Keel gründete daraufhin die Band Fair Game, die außer ihm ausschließlich aus Frauen bestand. Nachdem er mit dieser Band keinen Plattenvertrag bekommen hatte, wandte er sich von der Metal-Szene ab und nahm unter dem Namen Ronnie Lee Keel ein Country-Album mit dem Titel Western Country auf. Keels Rückkehr zum Metal fand 1996 mit dem japanischen Bandprojekt Saber Tiger und dem Album Project One statt. Eine Fusion aus Metal und Country spielte er bei Iron Horse. Songs mit ihm als Sänger wurden in Fernsehserien wie Desperate Housewives oder King of the Hill verwendet.
1998 formierten sich Keel infolge der Wiederveröffentlichung von Larger Than Live neu in der Besetzung der ersten Alben und veröffentlichten ein neues Album mit dem Titel Back in Action, das neben unveröffentlichten Liedern einige Demos enthält. Unter anderem sind darauf auch die beiden Originaldemos von Lay Down the Law und Speed Demon aus dem Jahr 1984 zu hören.
Zehn Jahre später, am 28. November 2008, kam die Band für ihr 25-jähriges Jubiläum erneut zusammen. Keel bestehen heute aus Sänger Ron Keel, den Gitarristen Marc Ferrari und Bryan Jay, Schlagzeuger Dwain Miller sowie dem neuen Bassisten Geno Arce. Ihr erstes Konzert spielten Keel am 31. Januar 2009 im Club Vodka in der Knitting Factory in Hollywood, Kalifornien. Mitte Juni gab die Gruppe bekannt, mit den Aufnahmen für ein neues Studioalbum mit dem Titel Streets of Rock & Roll begonnen zu haben.

## Trivia
- Ron Keel wurde nach dem Ende von Steeler als heißer Kandidat für den Posten am Mikrofon bei Black Sabbath gehandelt.
- Der Sänger hat für die Frauen-Rock-Band Vixen das Titellied ihres Albums Rev It Up geschrieben.
- Die Single The Right to Rock erschien auch in einer spanischen Version als Derecho al rock.
- Die Band hat einige Coverversionen aufgenommen. So stammt der Song Because the Night im Original von Patti Smith (komponiert von Bruce Springsteen) und Rock ‘n’ Roll Outlaw von Rose Tattoo; außerdem nahm die Gruppe den Titel Let’s Spend the Night Together von den Rolling Stones auf.
- Der Keel-Song Proud to Be Loud wurde von Pantera auf ihrem vierten Album Power Metal gecovert.
- Der Song Speed Demon ist im Film Men in Black II kurz zu hören.

## Diskografie

### Alben
- 1984: Lay Down the Law
- 1985: The Right to Rock
- 1986: The Final Frontier
- 1987: Keel
- 1989: Larger Than Live (Live- und 6 neue Studioaufnahmen)
- 1998: Back in Action (Unveröffentlichte Lieder und Demos)
- 2010: Streets of Rock & Roll
- 2014: Metal Cowboy

### Singles und EPs
- 1985: The Right to Rock
- 1985: Easier Said Than Done
- 1986: Because the Night
- 1986: Tears of Fire
- 1986: Tears of Fire (exklusiv in Japan veröffentlichte 5-Track-EP)
- 1986: The Final Frontier
- 1987: Somebody’s Waiting